# بتن

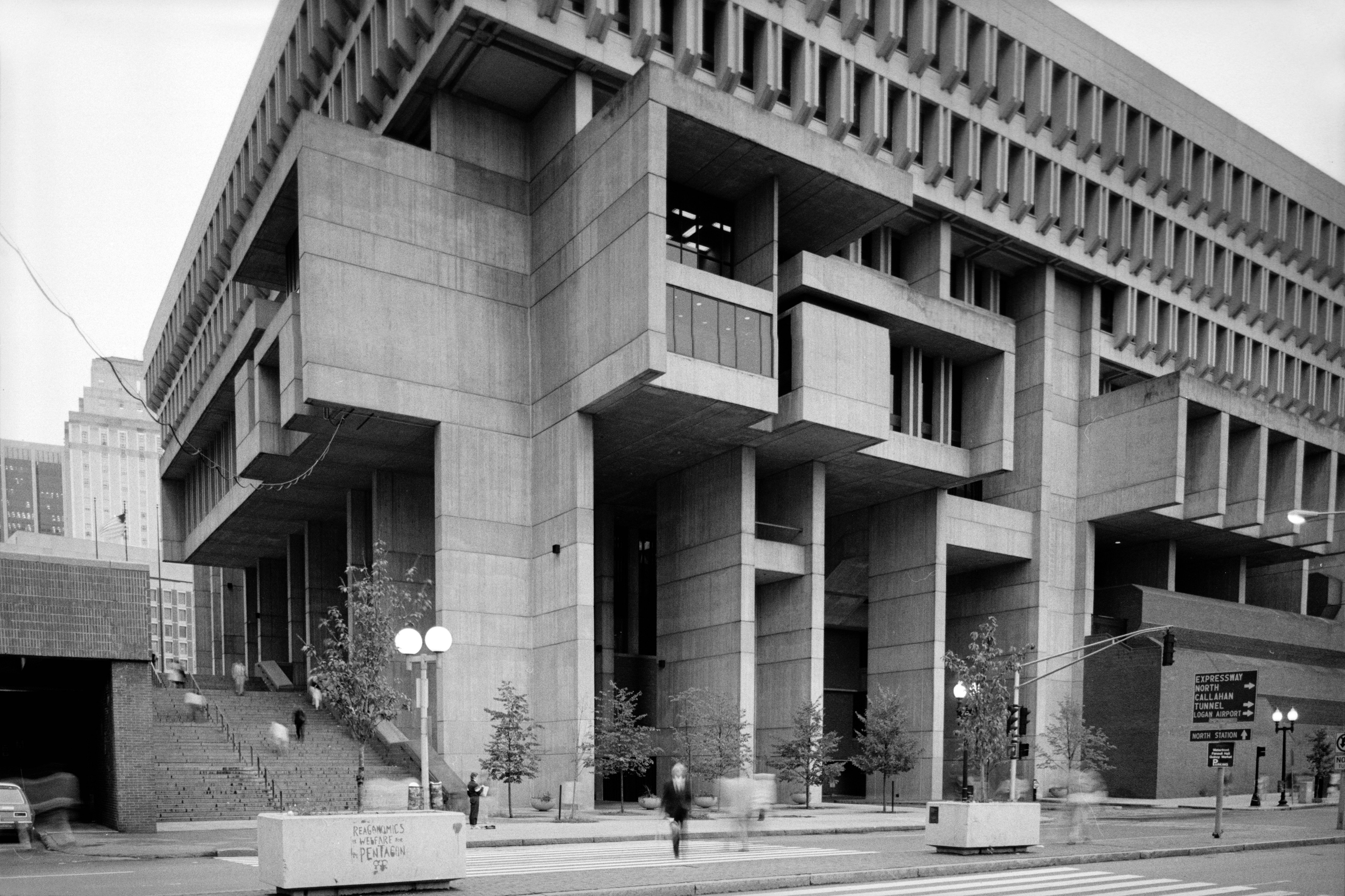
یک ساختمان مدرن: تالار شهر بوستون. (کامل شده در ۱۹۶۸) عمدتاً از بتن ساخته شد. پیش ساخته و ساخته در محل

بِتُن (به فرانسوی: Béton) در مفهوم وسیع به هر ماده یا ترکیبی که از یک ماده چسبنده با خاصیت سیمانی‌شدن تشکیل شده باشد گفته می‌شود. . در حالت کلی منظور از بتن، بتن ساخته شده توسط سیمان پرتلند است که از مخلوط کردن سنگدانه‌های ریز و درشت، سیمان پرتلند و آب تولید می‌شود. این مخلوط پس از گذشت زمان کافی به ماده‌ای سنگ‌مانند تبدیل می‌شود. سنگدانه درشت معمولاً شن یا سنگ خرد شده و سنگدانه ریز ماسه است. در طول سخت شدن یا عمل آمدن بتن، سیمان به صورت شیمیایی با آب ترکیب می‌شود و بلورهای قوی تشکیل می‌دهد که سنگدانه‌ها را به یکدیگر متصل می‌کند، فرآیندی که هیدراتاسیون نامیده می‌شود. در طی این فرایند، گرمای قابل توجهی به نام گرمای هیدراتاسیون آزاد می‌شود. بعلاوه، به خصوص با تبخیر آب اضافی، بتن اندکی منقبض می‌شود، پدیده‌ای که به آن انقباض خشک‌شدن می‌گویند. فرایند عمل آمدن و افزایش تدریجی مقاومت بتن که با آن اتفاق می‌افتد، به‌طور ناگهانی پایان نمی‌یابد مگر اینکه به‌طور مصنوعی قطع شود. در عوض، در دوره‌های زمانی طولانی کاهشی‌تر می‌شود، اگرچه، در کاربردهای عملی، بتن معمولاً پس از ۲۸ روز عمل آمده است و در استحکام کامل طراحی در نظر گرفته می‌شود.
بتن ممکن است از انواع مختلف سیمان و نیز پوزولان‌ها، سرباره کوره‌ها، مواد مضاف، گوگرد، مواد افزودنی، پلیمرها، الیاف و غیره تهیه شود. همچنین در نحوه ساخت آن ممکن است حرارت، بخار آب، اتوکلاو، خلا، فشارهای هیدرولیکی و متراکم‌کننده‌های مختلف استفاده شود.
بتن، پس از آب، پرمصرف‌ترین ماده روی زمین است. بتن پوسیده نمی‌شود و نمی‌سوزد. هزینه آن نسبتاً کم است و می‌توان از آن برای ساخت هر ساختمانی استفاده کرد، از سنگفرش‌های کم ارتفاع گرفته تا قاب‌های سازه‌ای محکم گرفته تا نماهای خارجی و پرداخت‌های داخلی زیبا. بتن همچنین تنها ماده اصلی سازه‌ای است که معمولاً در محل تولید می‌شود. بتن استحکام کششی مفیدی ندارد.
بتن مِگر (به فرانسوی: béton maigre) که در زبان فارسی به آن بتن نظافت و در زبان انگلیسی lean concrete به معنای بتن ضعیف نیز خوانده می‌شود، نوعی بتن با درصد سیمان پایین است که وظیفه اصلی آن ایجاد سطحی یکنواخت برای پی و جلوگیری از تماس مستقیم با خاک است. سطحی صاف برای قرار دادن پی اصلی فراهم می‌کند و به عنوان مانعی برای رطوبت یا سایر مواد شیمیایی موجود در خاک مانند سولفات‌ها عمل می‌کند که می‌تواند به بتن حمله کرده و آن را ضعیف کند.

## مواد تشکیل دهنده
سنگدانه‌ها در بتن تقریباً سه چهارم حجم آن را تشکیل می‌دهند و ملات سیمان و آب یک چهارم
بر مبنای حجم، سنگدانه‌های مورد استفاده در بتن را به سه دسته تقسیم می‌کنند.
- سنگدانه‌ها با حجم کم (سبکدانه) که در تولید بتن سبک مورد استفاده قرار می‌گیرند. مانند پامیس، توف، دیاتومیت، رس، شیل و غیره
- سنگدانه‌های با حجم بالا (سنگین دانه) برای ساخت بتن سنگین نظیر سرپانتی، مگنتیت، فولاد، آهن، باریت و لیمونیت
- سنگدانه‌های با حجم و وزن معمولی که در ساخت مخلوط بتن معمولی کاربرد دارند.

## سیمان (Cement)
سیمان پرتلند از مخلوط و آسیاب کردن سنگ آهک و خاک رس به نسبت ۳به۱، و پختن گرد همگن و یکنواخت زیر دمای ۱۰۰۰درجه، تا CO2 از سنگ آهک و آب شیمیایی از خاک رس جدا شوند. در گرمای زیر ۱۲۰۰ درجه سانتی گراد آهک با سیلیس و رس ترکیب می‌شود. در گرمای بالای ۱۲۰۰درجه، رویه دانه‌های گرد داغ شده و ضمن عرق کردن به هم می‌چسبند و به صورت کلوخ‌های کلینکر درمی آیند. از سرد کردن کلوخ‌ها و سپس آسیاب کردن آنها با کمی سنگ گچ، سیمان تولید می‌شود.[۱]

## آب (Water)
کیفیت آب در بتن از آن جهت حائز اهمیت است که ناخالصی‌های موجود در آن ممکن است در گیرش سیمان اثر گذاشته و اختلالاتی به وجود آورند. همچنین آب نامناسب ممکن است روی مقاومت بتن اثر نامطلوب گذاشته و سبب بروز لکه‌هایی در سطح بتن و حتی زنگ زدن آرماتور بشود.
در اکثر اختلاط‌ها آب مناسب برای بتن آبی است که برای نوشیدن مناسب باشد. مواد جامد چنین آبی به ندرت بیش از ۲۰۰۰ قسمت در میلیون ppm خواهد بود به‌طور معمول کمتر از ۱۰۰۰ ppm می‌باشد. این مقدار به ازای نسبت آب به سیمان ۰٫۵ معادل ۰٫۰۵ وزن سیمان می‌باشد. معیار قابل آشامیدن بودن آب برای اختلاط مطلق نیست و ممکن است یک آب آشامیدنی به جهت داشتن درصد بالایی از یونهای سدیم و پتاسیم که خطر واکنش قلیایی دانه‌های سنگی را به همراه دارد، برای بتن سازی مناسب نباشد.
به عنوان یک قاعده کلی هر آبی که PH (درجه اسیدیته) آن بین ۶ الی ۸ بوده و طعم شوری نداشته باشد می‌تواند برای بتن مصرف شود. رنگ تیره و بو لزوماً وجود مواد مضر در آب را به اثبات نمی‌رساند. 

### مقدار آب مصرفی
مقدار آب مصرفی در داخل بتن بسیار با اهمیت است. به منظور تکمیل فرایند واکنش سیمان با آب مقدار مشخصی آب مورد نیاز است. در صورتی که این مقدار کمتر از آن حد باشد قسمتی از سیمان برای واکنش آب کافی دریافت نمی‌کند و واکنش نداده باقی می‌ماند. در صورتی که بیش از مقدار مورد نیاز آب به مخلوط بتن اضافه شود پس از تکمیل واکنش، مقداری آب به صورت آزاد در داخل بتن باقی می‌ماند که پس از سخت شدن بتن باعث پوکی آن و نتیجتاً کاهش مقاومت خواهد شد. به همین دلیل دقت در مصرف نکردن آب زیاد در داخل بتن به منظور حصول مقاومت بالا ضروری است.
مقدار آب لازم برای تکمیل واکنش به صورت پارامتر نسبت آب به سیمان تعریف می‌شود. این نسبت برای سیمان پرتلند معمولی حدود ۲۵ درصد است. با این مقدار آب بتن فاقد کارایی لازم خواهد بود و معمولاً نسبت آب به سیمان مورد استفاده در کارگاه‌های ساختمانی بیش از این مقدار است. در تعیین نسبت اختلاط بتن پارامتری لحاظ می‌شود که مقدار رطوبت سنگدانه‌ها را نیز قبل از افزودن آب به بتن لحاظ می‌کند که در تعیین مقدار آب مورد نیاز حائز اهمیت است. این رطوبت اضافی (یا کمبود رطوبت) مقدار رطوبت مازاد (کمبود رطوبت) سنگدانه‌ها از حالت اشباع با سطح خشک SSD یا(Saturated Surface Dry)است.

### عمل‌آوری (کیورینگ بتن)
عمل‌آوری بتن (به انگلیسی: Curing) یعنی حفظ رطوبت بتن تا زمانی که واکنش بین سیمان و آب تکمیل شود.
با ادامه یافتن هیدراتاسیون (ترکیب شیمیایی آب و سیمان) مقاومت بتن افزایش می‌یابد و این واکنش عامل افزایش مقاومت بتن یا همان گیرش سیمان است.
برای عمل‌آوری یا ادامه یافتن فرایند هیدراتاسیون باید رطوبت نسبی حداقل ۸۰ درصد باشد. در صورتی که رطوبت کمتر از این مقدار شود عمل‌آوری متوقف شده و در صورتی که رطوبت نسبی به بالای ۸۰ درصد بازگردد فرایند هیدراتاسیون دوباره شروع خواهد شد.
به دلیل تبخیر قسمتی از آب مورد نیاز قبل از تکمیل واکنش بین آب و سیمان (که چندین روز طول می‌کشد) قسمتی از سیمان موجود در مخلوط بتن واکنش نداده باقی می‌ماند. پس از بتن‌ریزی باید بلافاصله توجه لازم به فرایند عمل‌آوری معطوف گردد. این عمل می‌تواند به وسیلهٔ عایقکاری موقت، پاشش آب یا تولید بخار صورت گیرد. از دیدگاه عملی، حفظ رطوبت بتن برای ۷ روز توصیه می‌شود. در شرایطی که این کار ممکن نباشد حداقل زمان عمل‌آوری بتن نباید کمتر از ۲ روز باشد.

## سنگدانه‌ها (Aggregates)
سنگدانه‌ها در بتن تقریباً سه چهارم حجم آن را تشکیل می‌دهند از اینرو کیفیت آنها از اهمیت خاصی برخوردار است. در حقیقت خواص فیزیکی، حرارتی و پاره‌ای از اوقات شیمیایی آنها در عملکرد بتن تأثیر می‌گذارد. دانه‌های سنگی طبیعی معمولاً به وسیله هوازدگی و فرسایش یا به‌طور مصنوعی باخرد کردن سنگ‌های مادر تشکیل می‌شوند.
البته این مطلب نباید درمورد سنگدانه‌ها فراموش شود. سطح سنگدانه‌های اگر آغشته به گل و لای باشد باید سطح آن تمیز شود حتی الامکان باید شسته شود در صورت لزوم.

### اندازه دانه‌های سنگی
بتن عموماً از سنگدانه‌هایی به اندازه‌های مختلف که حداکثر قطر آن بین ۱۰ میلیمتر و۵۰ میلیمتر می‌باشد ساخته می‌شود. به‌طور متوسط از سنگدانه‌هایی با قطر ۲۰ میلیمتر استفاده می‌شود.
توزیع اندازه ذرات به نام «دانه بندی سنگدانه» مرسوم است. به‌طور کلی دانه‌های با قطر بیشتر از چهار یا پنج میلیمتر به نام شن و کوچکتر از آن به نام ماسه نامگذاری شده‌اند که این حد فاصل توسط الک ۴٫۷۵ میلیمتری یا نمره چهار مشخص می‌گردد. حد پایین ماسه عموماً ۰٫۰۷ میلیمتر یا کمی کمتر می‌باشد. مواد با قطر بین ۰٫۰۶ میلیمتر و ۰٫۰۲ میلیمتر به نام لای(سیلت)و مواد ریزتر رس نامگذاری شده‌اند. گل ماده نرمی است که شامل مقادیر نسبتاً مساوی ماسه و لای و رس می‌باشد.

### کانی‌های مهم
کانی‌های مهم و متداول سنگدانه‌ها در زمینه استفاده در بتن عبارتند از:
کانی‌های سیلیسی (کوارتز، اوپال، کلسه دون، تریمیت، کریستوبالیت) فلدسپاتها، کانی‌های میکا، کانی‌های کربناتی، کانیهای سولفاتی، کانیهای سولفور آهن، کانیهای فرومنیزیم، کانی‌های اکسیدآهن، زئولیت‌ها و کانیهای رس.

#### طبقه‌بندی براساس شکل ظاهری
در استاندارد ASTM سنگها از لحاظ شکل ظاهری به پنج گروه تقسیم شده‌اند:کاملاً گرد گوشه، گرد گوشه، نسبتاً گرد گوشه، نسبتاً تیز گوشه و تیز گوشه.
در استاندارد BS این نامگذاری به صورت:گرد گوشه، بی‌شکل-بی نظم، پولکی، تیز گوشه، طویل، پولکی طویل می‌باشد.

## افزودنی‌ها (Admixtures)
ماده افزودنی یا (Admixtures) ماده‌ای است به غیر از سیمان پرتلند، سنگدانه، و آب، که به صورت گرد یا مایع، به عنوان یکی از مواد تشکیل دهنده بتن و برای اصلاح خواص بتن، کمی قبل از اختلاط یا در حین اختلاط به آن افزوده می‌شود.
مواد افزودنی به دو گروه مواد افزودنی‌های شیمیایی و مواد افزودنی‌های معدنی تقسیم می‌شوند.
انواع معمول مواد افزودنی بتن به شرح زیر است.
- شتاب‌دهنده سرعت هیدراتاسیون بتن (سخت شدن).
- کاهش دهنده سرعت گیرش بتن.
- افزودنی‌های حباب زا باعث ایجاد حباب‌های با هندسه کروی و بسیار ریز درون بتن می‌شوند. افزودنی‌های حباب زا عمداً برای ایجاد و تثبیت حباب‌های میکروسکوپی هوا در بتن استفاده می‌شود.
- روان‌ساز بتن که به منظور کاهش دهنده مقدار آب بتن استفاده می‌گردد.
- مواد افزودنی که شامل رنگدانه‌ها که می‌تواند برای تغییر رنگ بتن و زیبایی استفاده گردد.
- ضدیخ بتن
- چسب بتن
- سخت‌کننده بتن

کاربرد دیرگیرکننده در مواد افزودنی بتن: کار مواد افزودنی دیرگیرکننده بتن به تأخیر انداختن گیرش بتن است. مواد افزودنی دیرگیرکننده بتن در بتن ریزی‌های حجیم یا شرایط گرم آب و هوایی استفاده می‌شود. مواد افزودنی دیرگیرکننده بتن برای جلوگیری از ترک‌های انقباضی ناشی از گیرش در بتن‌ریزی‌های پشت سر هم مناسب می‌باشد. مواد افزودنی دیرگیرکننده بتن برای حمل بتن در فاصله‌های زیاد استفاده می‌شود.
از جمله از مواد افزودنی بتن می‌توان از ژل میکرو سیلیس میکروسیلیکا ژل سیلیکافیوم نام برد همچنین گروت انواع روان‌کننده‌ها فایبر نیز از انواع افزودنی بتن می‌باشند.
معمولاً به جای استفاده از یک سیمان بخصوص، این امکان وجود دارد که بعضی از خواص سیمانهای معمولی مورد استفاده را به وسیله ترکیب کردن آن با یک افزودنی تغییر داد. قابل توجه اینکه نباید عبارات «مواد ترکیبی» و «مواد افزودنی» با معانی مترادف به کار روند، زیرا مواد ترکیبی موادی هستند که در مرحله تولید به سیمان اضافه می‌شوند در حالی که مواد افزودنی در مرحله مخلوط کردن به بتن اضافه می‌شوند.
افزودنی‌های شیمیایی اساساً عبارتند از:تقلیل دهنده‌های آب، کندگیر کننده‌ها و تسریع کننده‌های گیرش که در آیین‌نامه ASTM به ترتیب تحت عنوان‌های تیپ‌های C,B،A طبقه‌بندی شده‌اند. دسته‌بندی افزودنی‌ها در استاندارد BS نیز مشابه می‌باشد. در ضمن افزودنی‌های دیگری نیز وجود دارند که هدف اصلی از کاربرد آنها محافظت بتن از اثرات زیان آور یخ زدگی و ذوب یخ است.

### تسریع کننده‌ها
افزودنی‌هایی هستند که سخت شدگی بتن را تسریع می‌کنند و مقاومت اولیه بتن را بالا می‌برند. چند نمونه از تسریع‌کننده‌ها عبارتند از: کربنات سدیم، کلرورآلومینیوم، کربنات پتاسیم، فلوئورور سدیم، آلومینات سدیم، نمک‌های آهن و کلرور کلسیم.

### کندگیر کننده‌ها
افزودنی‌هایی هستند که زمان گیرش بتن را به تأخیر می‌اندازند. این مواد در هوای خیلی گرم که زمان گیرش معمولی بتن کوتاه می‌شود و همچنین برای جلوگیری از ایجاد ترک‌های ناشی از گیرش در بتن ریزی‌های متوالی مفید می‌باشند.
به عنوان چند نمونه از کندگیر کننده‌ها می‌توان از شکر، مشتقات هیدروکربنی، نمک‌های محلول روی و براتهای محلول نام برد.
به عنوان مثال اگر با یک کنترل دقیق ۰٫۰۵ وزن سیمان شکر به بتن اضافه کنیم، حدود چهار ساعت گیرش آن را به تأخیر می‌اندازد. مصرف ۰٫۲ تا یک درصد وزن سیمان از گیرش سیمان جلوگیری به عمل می‌آورد.

### تقلیل دهنده‌های آب
این افزودنی‌ها به سه منظور به
1. رسیدن به مقاومتی بالاتر به وسیله کاهش نسبت آب به سیمان
2. رسیدن به کارایی مشخص با کاهش مقدار سیمان مصرفی و نتیجتاً کاهش حرارت هیدراتاسیون در توده بتن.
3. سادگی بتن ریزی به وسیله افزایش کارایی در قالبهایی با آرماتور انبوه و موقعیت‌های غیرقابل دسترسی

برای مشاهده تقلیل دهنده‌های آب‌ها با توضیحات و نمودارهای کارایی و با جزئیات کامل را مشاهده فرمایید.
افزودنی‌های تقلیل دهنده آب تحت عنوان تیپ A دسته‌بندی می‌شوند؛ لیکن اگر افزودنی‌ها همزمان با کاهش نیاز به آب باعث تأخیر در گیرش نیز بشوند تحت عنوان تیپ D طبقه‌بندی می‌شوند. اگر این‌ها باعث
تسریع در گیرش شوند تیپ E نامیده می‌شوند.

### فوق روان‌کننده‌ها
این مواد از قوی‌ترین انواع تقلیل دهنده‌های آب هستند که در آمریکا به عنوان روان‌کننده قوی و درASTM به عنوان تیپ F نامگذاری شده‌اند. افزودنی‌هایی نیز هستند که در ضمن تقلیل شدید آب باعث مقداری تأخیر در گیرش نیز می‌شوند و به عنوان تیپ G طبقه‌بندی شده‌اند.
دو نمونه از روان‌کننده‌های قوی: ملامین فرمالدئید سولفاته شده تغلیظ شده یا نفتالین فرمالدئید سولفاته شده تغلیظ شده می‌باشند. اساساً استفاده از اسیدهای سولفاته شده باعث تسریع عمل پراکنش می‌شود. چون در سطح ذرات سیمان جذب شده و به آنها بار منفی می‌دهند و این باعث دفع ذرات از یکدیگر می‌شود. این فرایند کارایی را در یک نسبت آب به سیمان مشخص افزایش می‌دهد.

## بتن مگر
بتن مِگر یا بتن نظافت یا همان بتن رگلاژ کف قالب‌بندی فونداسیون، در واقع یک بتن با عیار سیمان کم (بین ۱۰۰ تا ۱۵۰ کیلوگرم سیمان بر مترمکعب) است که به منظور آماده‌سازی بستر خاکبرداری شده برای آرماتوربندی و صفحه گذاری اجرا می‌گردد.
موارد استفاده بتن مگر:
*جلوگیری از نفوذ مواد شیمیایی موجود در خاک به بتن
*جلوگیری از جذب آب بتن توسط خاک
*آماده‌سازی بستر خاک برای پی ریزی
*صاف، تراز و همگن کردن فونداسیون
اگر خاک برداری بیش از حد لازم انجام شود برای تراز کردن کف پی و پر کردن فضای خالی از بتن مگر استفاده می‌شود.
رعایت نکات ذیل جهت اجرای بتن مگر الزامی است:
1. قبل از اجرای بتن مگر خاک بستر باید مرطوب شود تا آب بتن جذب خاک نگردد و بتن پوک نشود.
2. شفته آهک باید قبل از اجرای بتن مگر مرطوب شود تا آب بتن را جذب نکند.
3. بتن مگر باید زمانی بر روی شفته آهک اجرا شود که مقاومت شفته به ۵/۱ کیلوگرم بر سانتیمتر مربع رسیده باشد. (شفته آهکی زمانی به مقاومت ۵/۱ کیلوگرم بر متر مربع رسیده است که اثر کفش پس از راه رفتن بر روی آن باقی نماند)
4. بتن مگر معمولاً توسط دستگاه‌های بتونیر کوچک ساخته می‌شود. دقت شود که بتن درون دستگاه حداقل دو دقیقه پس از اضافه کردن آب، به خوبی مخلوط شود و سپس مورد استفاده قرار بگیرد.
5. بتن مگر معمولاً جهت پاکسازی کف و اجرای دقیق تر فاصله گذاری آرماتورها از کف اجرا می‌شود بنابراین باید دقت شود که سطح تمام شده آن تمیز و یکنواخت باشد تا آرماتوربندی بهتر انجام شود.
6. بعد از ریختن بتن مگر، بسته به دمای هوا، باید حدود ۱۰ ساعت سطح آن مرطوب نگه شود. بعد از گذشت یک روز می‌توان عملیات بعدی را شروع کرد.[نیازمند منبع]

## فناوری نانو در بتن
تاکنون مطالعات زیادی در زمینه بهبود کیفیت بتن انجام شده است که اکثر آنها تغییر در ترکیب بتن (که به آن طرح اختلاط بتن گفته می‌شود) را بررسی کرده‌اند، با این حال استفاده از افزودنی‌ها و همچنین جایگزین کردن مصالح متداول مورد استفاده در بتن با مصالح جدید همیشه مورد توجه بوده است. یکسری از مواد جدید که توانسته‌اند خواص مکانیکی و فیزیکی بتن را ارتقا دهند، نانو موادها هستند. نانو موادها با توجه به خصوصیات‌شان در سطوح بسیار ریز می‌توانند دنیای بتن را کاملاً متحول کنند.

## بتن سبک یابتن هوادار اتوکلاوی
از مسائل مهم ساختمان سبک سازی وزن سازه به منظور پایداری بهتر در برابر نیروی زلزله است. در ساختمان‌های اسکلت فلزی و بتونی، پارتیشن‌ها و دیوارهای داخلی فقط نقش جدا کننده فضا را برعهده دارند که اگر مصالح به‌کاررفته شده دراین اجزا سبک‌تر باشد تأثیر مستقیمی در کاهش وزن سازه دارد. آجرهای هبلکس وزن مخصوص پایینی دارند بطوریکه با قرار گرفتن در آب به ته آب فرونرفته و برروی سطح آب قرار می‌گیرد.

## وزن ویژهٔ بتن
وزن ویژهٔ بتن به دو گونه حقیقی (با کم کردن خلل و فرج آن) و ظاهری (حجم ظاهری آن) بررسی می‌شود و از این دید بتن را در سه دسته بتن معمولی، بتن سبک و بتن سنگین گروه‌بندی می‌کنند.
- بتن معمولی

ساخته شده با سنگدانه‌ها و سیمانهای معمولی تیپ یک تا پنج پرتلند و با وزن ویژهٔ ۲۲۰۰ تا ۲۵۰۰ کیلوگرم بر متر مکعب.
- بتن سبک

که در ساخت آن یا به جای شن و ماسه سیلیسی، از دانه‌های متخلخل، مانند پومیس (سنگ پا) یا پوکه بکار رفته یا با روش‌هایی (مانند افزودن ژل آلومینیوم) شرایطی را فراهم می‌آورند تا حجم بتن افزایش یابد.
وزن ویژهٔ این‌گونه بتن ۳۳٪ تا ۵۰٪ وزن ویژهٔ بتن معمولی است؛ یعنی می‌توان بتن با وزن ویژهٔ ۸۰۰ کیلوگرم بر متر مکعب نیز ساخت، که بر آب شناور بماند. این بتن بیشتر برای نماسازی، دیوارهای جدا کننده، سقف کاذب و جاهایی که مقاومت مطرح نباشد بکار می‌رود. ممکن است در بتن سبک آرماتور (بیشتر آرماتورهای با مقاومت بالا) هم بکار رود.
کار با این گونه بتن به دو روش ساخت بلوک‌های پیش ساخته سبک و نیز بتن ریزی درجا انجام پذیر است.
در بازسازی شهر هویزه از بتن سبک در سقف و دیوار بهره برده‌اند.
- بتن سنگین

از جمله بتن‌هایی است که کاربرد ویژه دارد. این بتن جهت کاربری در ساخت نیروگاه‌های هسته‌ای (و برای پیشگیری از بروز نشت‌های اتمی و آلایندگی محیط زیست) طراحی می‌گردد؛ و نامیدن این‌گونه مصالح به بتن سنگین به دلیل کاربرد دانه‌های ریز فولاد، به‌شکل شن و ماسه در آن می‌باشد که وزن ویژه بیش از ۲۶۰۰ کیلوگرم بر متر مکعب این بتن، بیش از بتن معمولی ساخته شده با شن و ماسه سیلیسی است.
در ساخت این‌گونه بتن به‌جای شن و ماسه خرده‌های فولاد، چدن یا سولفات باریم بکار می‌رود تا از نشت هرگونه پرتوهای آسیب زا مانند ایکس، گاما و دیگر پرتوها پیشگیری گردد.
وزن ویژهٔ بتن سنگین ۱/۵ تا ۲/۵ برابر بتن معمولی (۳۵۰۰ تا ۶۰۰۰ کیلوگرم بر هر متر مکعب) است.
از سازه‌های تقویت شده با این بتن در ایران، می‌توان از نیروگاه اتمی بوشهر و نیروگاه آب سنگین اراک یاد نمود.
دانه‌های فولاد با گیرش پرتوهای اتمی، از نشت آنها به محیط زیست پیرامون جلوگیری می‌نماید.
آسیب دیدن بتن سنگین سبب آلودگی هسته‌ای می‌گردد، که این رخداد در نیروگاه هسته‌ای فوکوشیما در ژاپن و در پی بروز زمین لرزه و سونامی پیش‌آمد.

## مواد افزودنی یا چاشنی‌های بتن
موادی به جزء آب و سیمان و سنگدانه، که پیش از، یا هنگام ساخت بتن، به آن افزوده می‌شود و در تعیین نسبتهای اختلاط (مگر مواردی که کاهش آب بتن در نظر باشد) محاسبه نمی‌شوند.
این مواد به‌صورت گرد یا مایع بوده و یک یا چند ویژگی بتن را با هدف اصلاح برخی از این ویژگی‌ها تغییر می‌دهند. اگرچه گاه در پاره‌ای ویژگی‌های بتن ممکن است خلل پدیدآورند که این کار نباید از دامنهٔ استاندارد بیرون باشد.
این افزودنی‌ها باید با استانداردهای ملی ایران، از جمله استاندارد ۲۹۳۰ یا در صورت نارسایی استانداردهای مورد نیاز، با یکی از استانداردهای معتبر بین‌المللی همخوان باشد.

## افزودنی‌های شیمیایی بتن
بر اساس آیین‌نامه بتن ایران (آبا) افزودنی‌های شیمیایی به پنج گروه زیر تقسیم می‌شوند:
۱-حباب‌ساز
۲-کاهنده آب
۳-دیرگیرکننده
مواد افزودنی دیرگیرکننده بتن و کاهنده معمولی آب و کاهنده قوی آب هستند.
۴-زودگیرکننده
۵-روان‌کننده
استفاده از بتن دارای پوزولان برای کم کردن میزان سیمان و همچنین استفاده از بتن دارای پوزولان برای کم کردن سرعت و میزان حرارت به‌دست آمده از فرایند آب‌گیری سیمان می‌باشد.
مبحث افزودنی‌های مبحث گسترده‌ای است و امروزه در کشورهای پیشرفته به سختی می‌توان بتنی را پیدا نمود که در آن ماده افزودنی استفاده نشده باشد. برای مطالعه بیشتر می‌توان به منابع معتبر مراجعه نمود.

## افزودنی‌های شبه سیمان بتن
افزودنی‌های شبه سیمان بتن یکی از انواع افزودنی‌های معدنی بتن طبق آیین‌نامه بتن ایران (آبا) است. این مواد خاصیت پنهان هیدرولیکی دارند و وقتیکه بنحوی مناسب فعال شوند خواص سیمانی پیدا می‌کنند و نسبت به خاکستر بادی و دیگر مواد پوزولانی شباهت بیشتری به سیمان معمولی دارند.

## افزودنی‌های معدنی بتن
بر اساس آیین‌نامه بتن ایران (آبا) این مواد به‌شکل ذرات بسیار ریز معدنی موجب بهبود برخی از خواص، یا تأمین خواص ویژه‌ای در بتن می‌شوند. افزودنی‌های معدنی می‌توانند کارایی و انسجام بتن تازه و همچنین مقاومت و نفوذ ناپذیری بتن سخت شده را بهبود بخشیده، و رنگ بتن را نیز تغییر دهند. این مواد به سه گروه زیر تقسیم می‌شوند:
۱-افزودنی‌های معدنی خنثی و رنگدانه‌ها بتن
۲-پوزولان‌ها
۳-افزودنی‌های شبه سیمان بتن

## انواع مواد افزودنی تک منظوره
1. مواد افزودنی کندگیر کننده
2. مواد افزودنی تندگیر کننده
3. مواد افزودنی زود سخت‌کننده
4. مواد افزودنی هوازا
5. مواد افزودنی نگهدارندهٔ آب
6. مواد افزودنی کاهندهٔ جذب آب

## مواد جایگزین سیمان
شامل پوزولان‌ها و مواد شبه سیمانی بر پایه استانداردهای ملی (شماره‌های ۳۴۳۳ و ۶۱۷۱) ایران و با هدف فراهم نمودن یک یا چند ویژگی زیر؛
- کاهش مصرف سیمان
- کاهش سرعت و میزان آبگیری
- افزایش تاب بتن
- افزایش پایایی بتن با کاهش نفوذپذیری آب

## پوزولان‌ها
مواد سیلیسی یا سیلیسی و آلومینی بدون یا با ارزش چسبانندگی کم که در هم کناری آب با هیدروکسید کلسیم واکنش نشان می‌دهند و ترکیباتی مانند سیمان پرتلند آبداده می‌سازند.
پوزولان‌ها یا طبیعی اند، که در گونه‌های خام یا تکلیس شده هستند و عمدتاً شامل خاکسترهای آتش فشانی غیر بلورین باشند؛ یا صنعتی شامل دودهٔ سیلیسی (میکرو سیلیس، محصول فرعی کوره‌های قوس الکتریکی صنایع فروآلیاژ و فرو سیلیس، ماده‌ای با فعالیت پوزولانی شدید)، خاکستر بادی (محصول فرعی سوخت زغال‌سنگ، شامل: سیلیس، آلومین و اکسیدهای آهن و کلسیم)، و خاکستر پوستهٔ برنج

## مواد شبه سیمانی
دارای ویژگیهای پنهان هیدرولیکی، که اگر به گونه‌ای مناسب فعال شوند ویژگی سیمانی می‌یابند و تنها در محیط‌های بازی با آب واکنش همانند سیمان پرتلند نشان می‌دهند. پرکاربردترین ماده شبه سیمانی سربارهٔ کورهٔ آهن‌گدازی است.

## بتن شفاف
از جمله مصالح مدرن است که بخشی از پرتوهای نور را از خود می‌گذراند و تا اندازه‌ای مانند شیشه است.